# ビッグ・ティリー
ビッグ・ティリー（Big Tilly）は、アメリカ合衆国のプロレスラー。TNAではブルーノ・サッシー とのファイ・デルタ・スラムというタッグチームで活動していた。

## 来歴
WCWに1990年代半ばからジョバーとして活動し始めた。その後フロリダのインディー団体で活動を開始、そこでブルーノ・サッシーと出会いフラタニティとソロリティギミックのファイ・デルタ・スラムを結成している。
2005年2月にTNAのダークマッチに登場。タッグ活動を数か月するも人気を獲得できず散発的な参戦になり、9月に解雇されている。2007年の通常放送に単発参戦している。
2009年初頭に再びTNAに登場、タッグ揃ってメイン・イベント・マフィアにセキュリティ・ガードとして加入している。タッグやシングルで活動を続けるも特に活躍はできず、離脱している。2010年にハードコア・ジャスティスに参戦している。
ファイ・デルタ・スラムは南フロリダに拠点を置くCCWに参戦している。また、フロリダ州フォートローダーデールにレスリング・スクールを開いている。

## 得意技
- ヘル・ウィーク

ダイビング・レッグドロップ
- ツナミ・スプラッシュ

フロッグ・スプラッシュ
- エルボー・ドロップ
- ムーンサルト
- パワーボム
- ランニング・ネックブリーカー

## 獲得タイトル
AWF （American Wrestling Federation）
- AWFタッグチーム王座:1 回（w/ブルーノ・サッシー）

CCW（Coastal Championship Wrestling）
- CCW王座タッグチーム王座 :1回（w/ブルーノ・サッシー）

FWA（Florida Wrestling Alliance）
- FWA王座タッグチーム王座 :4回（w/ブルーノ・サッシー）

IPWA（Independent Pro Wrestling Association）
- IPWA王座タッグチーム王座 :5回（w/ブルーノ・サッシー）

IWF（International Wrestling Federation）
- IWF王座タッグチーム王座 :4回（w/ブルーノ・サッシー）

SECW（South Eastern Championship Wrestling）
- SECW王座タッグチーム王座 :1回（w/ブルーノ・サッシー）

WWW（World Wide Wrestling）
- WWW王座タッグチーム王座 :2回（w/ブルーノ・サッシー）